# Pantropical
Pantropical (do grego: pan, "todos"), por vezes distribuição circuntropical, é a designação dada em biogeografia aos taxa cuja distribuição cobre as regiões tropicais de todos os continentes, ou seja, estão presentes nas regiões tropicais de África, Ásia nas Américas. Entre os organismos com esse tipo de distribuição encontram-se os géneros Acacia e Bacopa.
O conceito de distribuição pantropical deu origem a duas distribuições geográficas complementares:
- Neotropical — quando o taxon ocorre na região tropical do Novo Mundo, isto é das Américas;
- Paleotropical — quando a ocorrência geográfica do taxon cobre a região tropical do Velho Mundo, isto é da África e Ásia.